# Pistolet VIS 100
VIS 100 (dawniej: PR-15 Ragun),  – polski pistolet samopowtarzalny zasilany nabojem 9 x 19 mm Parabellum, skonstruowany w  Fabryce Broni „Łucznik” w Radomiu. Obecnie wdrażany na wyposażenie Sił Zbrojnych Rzeczypospolitej Polskiej.

## Historia
VIS 100 w założeniu ma zastąpić pistolety P-64 i P-83 jako podstawowa broń krótka Wojska Polskiego. Po raz pierwszy został oficjalnie zaprezentowany 1 lipca 2014 r. podczas otwarcia nowej siedziby Fabryki Broni Łucznik w Radomiu. Poinformowano wówczas, że wyprodukowano 12 sztuk, które przechodzą badania i testy. 5 lutego 2016 roku broń otrzymała certyfikat zgodności z wojskowymi Założeniami Taktyczno-Technicznymi na pistolet samopowtarzalny z 5 czerwca 2014 r.. Głównym konstruktorem pistoletu jest inż. Piotr Dygas, w skład zespołu wchodził ponadto m.in. inż. Marian Gryszkiewicz (konstruktor pistoletu MAG). Pomimo  podobieństwa zewnętrznego do pistoletu MAG i takich samych założeń konstrukcyjnych, jest to nowa broń, nieoparta na dokumentacji MAG-a (do której Łucznik nie ma już praw), różniąca się wymiarowo i ze wzajemnie niewymiennymi częściami. Pierwotnie pistolet nosił oznaczenie PR-15 Ragun („PR-15” jest skrótem od Pistolet Radomski i roku przewidywanego wdrożenia do produkcji, a nazwa „Ragun” powstała jako skrótowiec angielskiego tłumaczenia Radom's Gun). 4 grudnia 2018 r. podpisano umowę na dostawę 20 000 pistoletów dla Wojska Polskiego jednocześnie zmieniając nazwę na VIS 100. Nowa nazwa nawiązuje do przedwojennego pistoletu Vis wz. 35, a liczba „100” do setnej rocznicy odzyskania niepodległości. Dostawy pistoletów VIS 100 dla Wojska Polskiego rozpoczęły się w 2019 r., a ostatnie partie mają znaleźć się na wyposażeniu w 2022 r.
VIS 100 dostępny jest również w sprzedaży na rynek cywilny. Fabryka Broni posiada w ofercie cywilną wersję pistoletu oznaczoną jako VIS 100 M1, która w odróżnieniu od wersji wojskowej posiada między innymi możliwość montowania celowników kolimatorowych.

## Opis konstrukcji
Pistolet VIS 100 działa na zasadzie krótkiego odrzutu lufy, zamek jest odryglowywany przez przekoszenie lufy w dół. Połączenie lufy z zamkiem w położeniu zaryglowanym zapewnia prostopadłościenna komora nabojowa, współpracująca z oknem wyrzutnika w zamku. Elementem sterującym przekoszeniem są dwa skośne występy w dolnej części lufy, pod komorą nabojową (rozwiązanie klasyczne, podobnie jak w pistolecie Browning HP). Szkielet wykonany jest z aluminium, wzmocniony stalową wkładką w obrębie węzła ryglowego. Mechanizm spustowo-uderzeniowy z zewnętrznym kurkiem z samonapinaniem (SA/DA). Broń posiada wewnętrzny bezpiecznik sterowany spustem. Po wystrzeleniu ostatniego naboju z magazynka zamek zatrzymuje się w tylnym położeniu na zaczepie zamka. VIS 100 posiada stałe przyrządy celownicze składające się z muszki i szczerbinki. Magazynek 15-nabojowy, dwurzędowy, z jednorzędowym wyprowadzeniem (jako opcje proponowano magazynki 10-nabojowy z przewężeniem na bocznych powierzchniach pudelka magazynka, uniemożliwiającym załadowania większej ilości amunicji i 20 nabojowe wystające z chwytu). W przedniej części szkieletu pod lufą umieszczona jest szyna Picatinny.